# Peter de With
Peter H.N. de With (Lexmond, 2 februari 1958) is een Nederlands  elektrotechnisch ingenieur en hoogleraar in het vakgebied Video Coding & Architectures. 

## Loopbaan
De With studeerde elektrotechniek aan de Technische Universiteit Eindhoven en behaalde in 1984 zijn ingenieursdiploma onder begeleiding van professor Piet Schalkwijk. Hij promoveerde in 1992 aan de TU Delft op een proefschrift getiteld ‘’Data Compression Techniques for Digital Video Recording’’, promotoren: profs E. Backer en J. Biemond.
De With werkte van 1984 tot 1997 bij het Philips Natuurkundig Laboratorium te Waalre als video-coderings deskundige, waar hij betrokken was bij de standaardisatie van de digitale video-codering voor DV videoband systemen. Hij was ook betrokken bij Europoses projecten SDTV en HDTV recording systemen.
Hij was van 1997 tot 2000 hoogleraar aan de Universiteit van Mannheim, van 2000-2007 principal consultant Logica CMG, en vanaf 2005 buitengewoon hoogleraar aan de Technische Universiteit Eindhoven. Van 2008-2011 was hij Vice President, Video Technology, Cyclomedia Technology. In 2011 werd hij benoemd tot gewoon hoogleraar Technische Universiteit Eindhoven, vakgebied Video Coding & Architectures.
De With is wetenschappelijk directeur "Care and Cure Technology" en themaleider "Smart Diagnosis" aan de TUE's Health programma. Zijn expertise behelst de vakgebieden "measurement and control engineering, telecommunication engineering, computer science, video surveillance for safety and security, video and image coding/compression, system architectures, embedded system design, medical applications, and digital video recording". 

## Onderscheidingen
De internationale waardering voor zijn wetenschappelijk en creatieve kwaliteiten blijkt uit zijn benoeming in 2007 tot Fellow van het Institute of Electrical and Electronics (IEEE) “’Voor bijdragen aan compressietechnieken en architectuur van televisie en opnamesystemen. In 2017 ontving hij de IEEE Chester Sall Consumer Electronics award voor het artikel ‘’Robust Obstacle Detection Method for Robotic Vacuum Cleaners” . In 2019 werd hij benoemd tot gewoon lid van de Koninklijke Hollandsche Maatschappij der Wetenschappen te Haarlem.